# Overbetuwe
Overbetuwe est une commune néerlandaise, dans la province de Gelderland. La commune est constituée des villages d'Andelst, Driel, Elst, Hemmen, Herveld, Heteren, Homoet, Loenen, Oosterhout, Randwijk, Slijk-Ewijk, Valburg et Zetten.

## Galerie

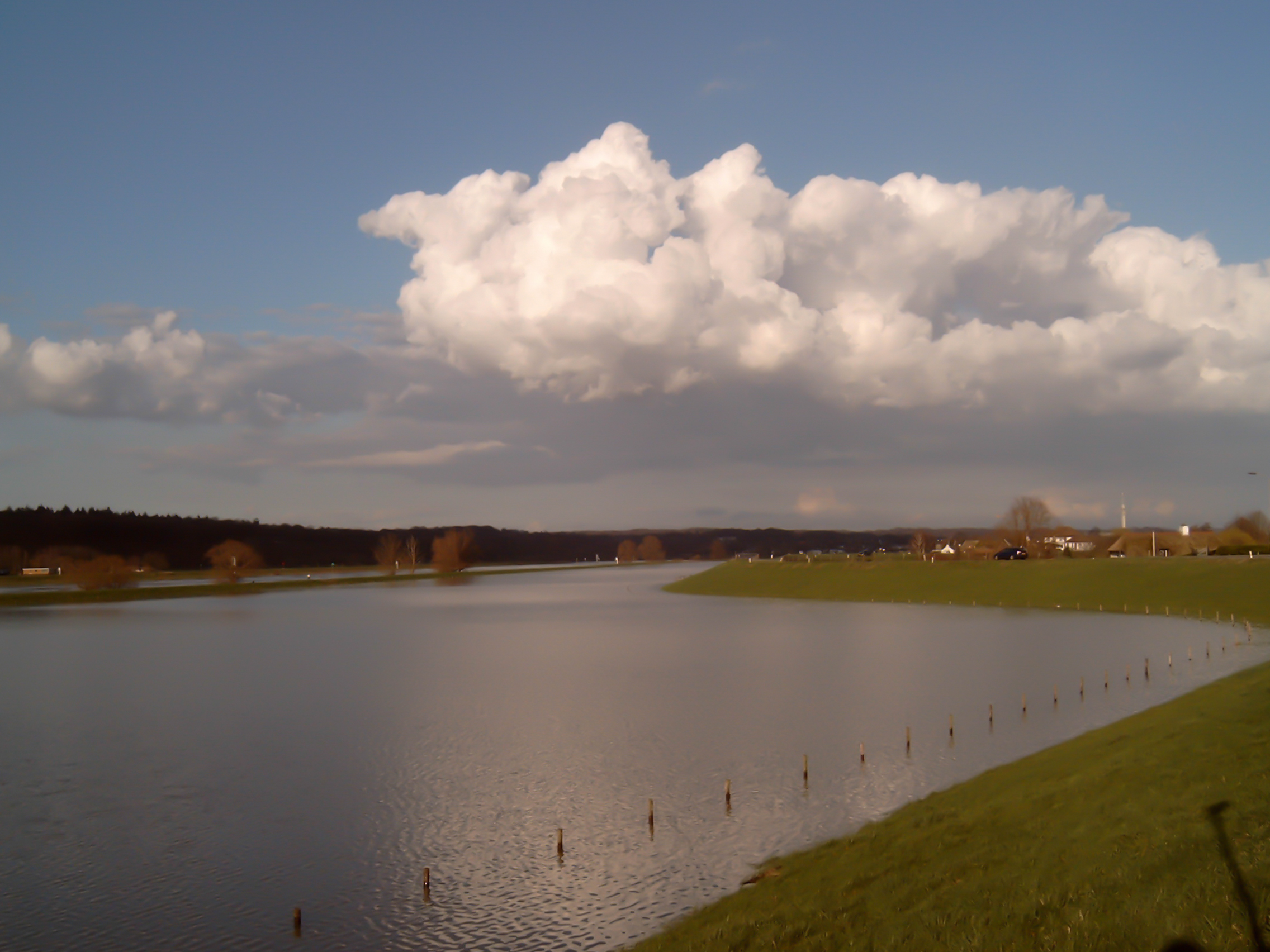
Driel, la rivière: le Rhin
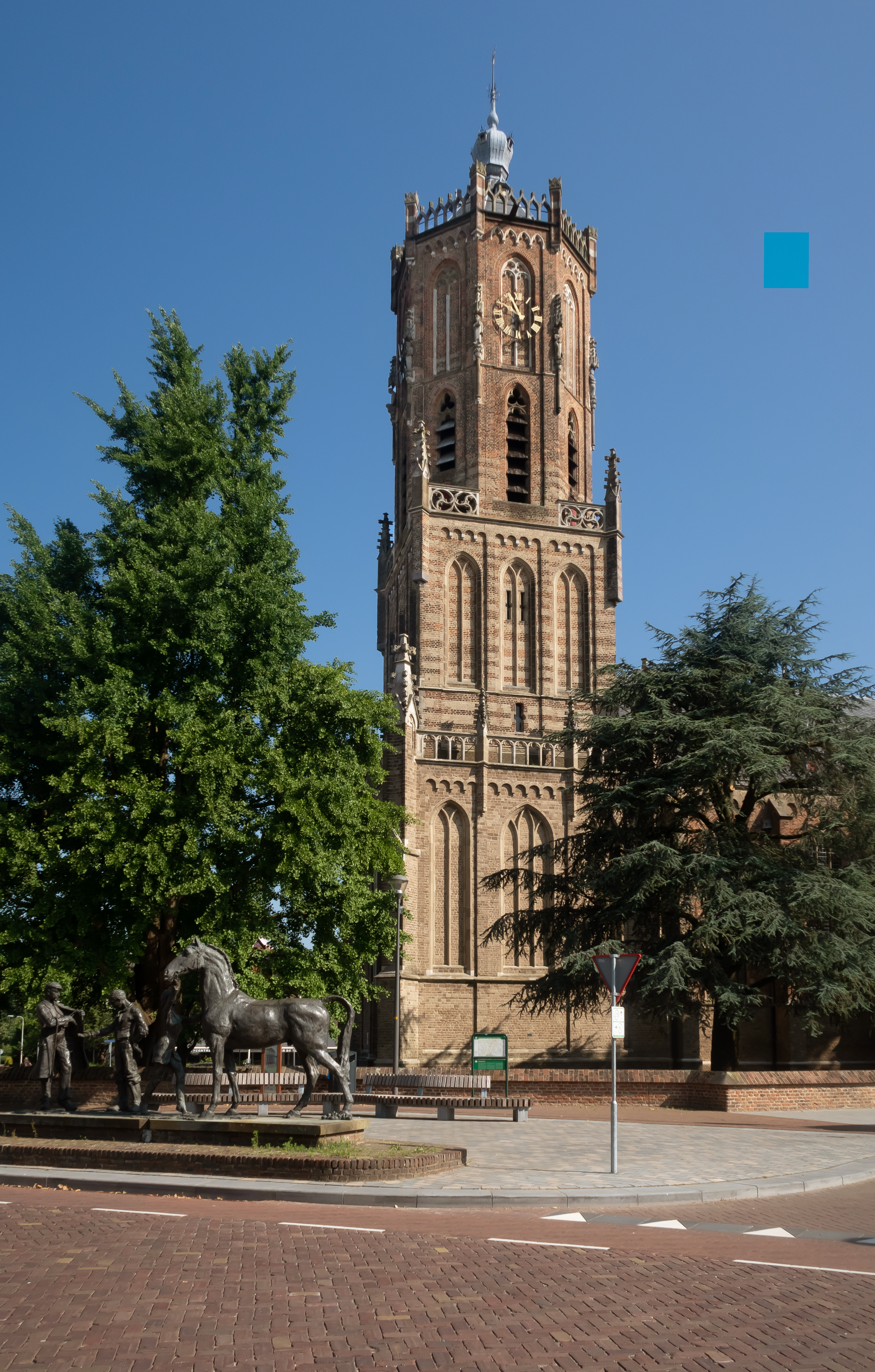
Elst, l'église: de Grote of Sint Maartenskerk
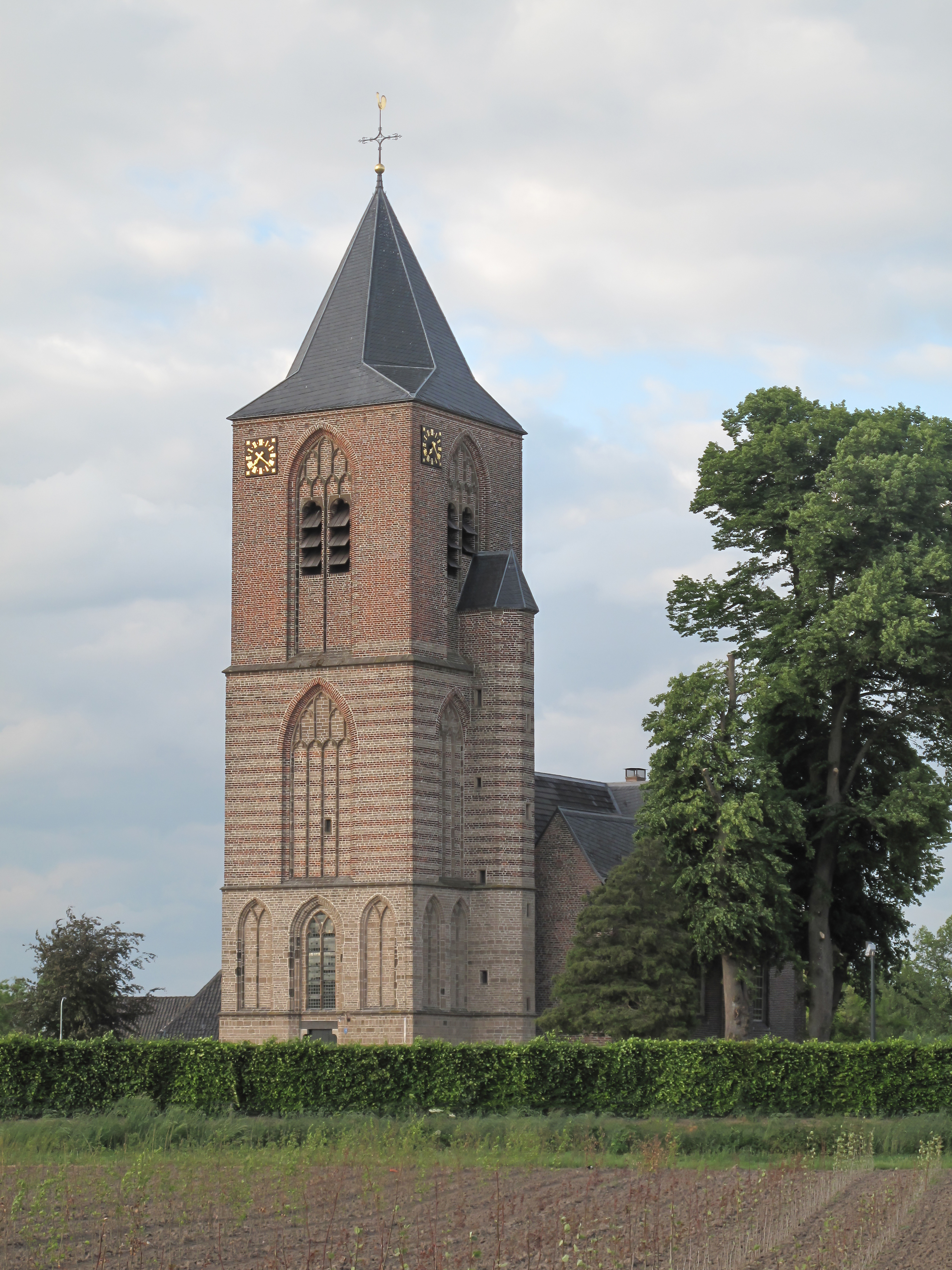
Herveld, l'église protestante
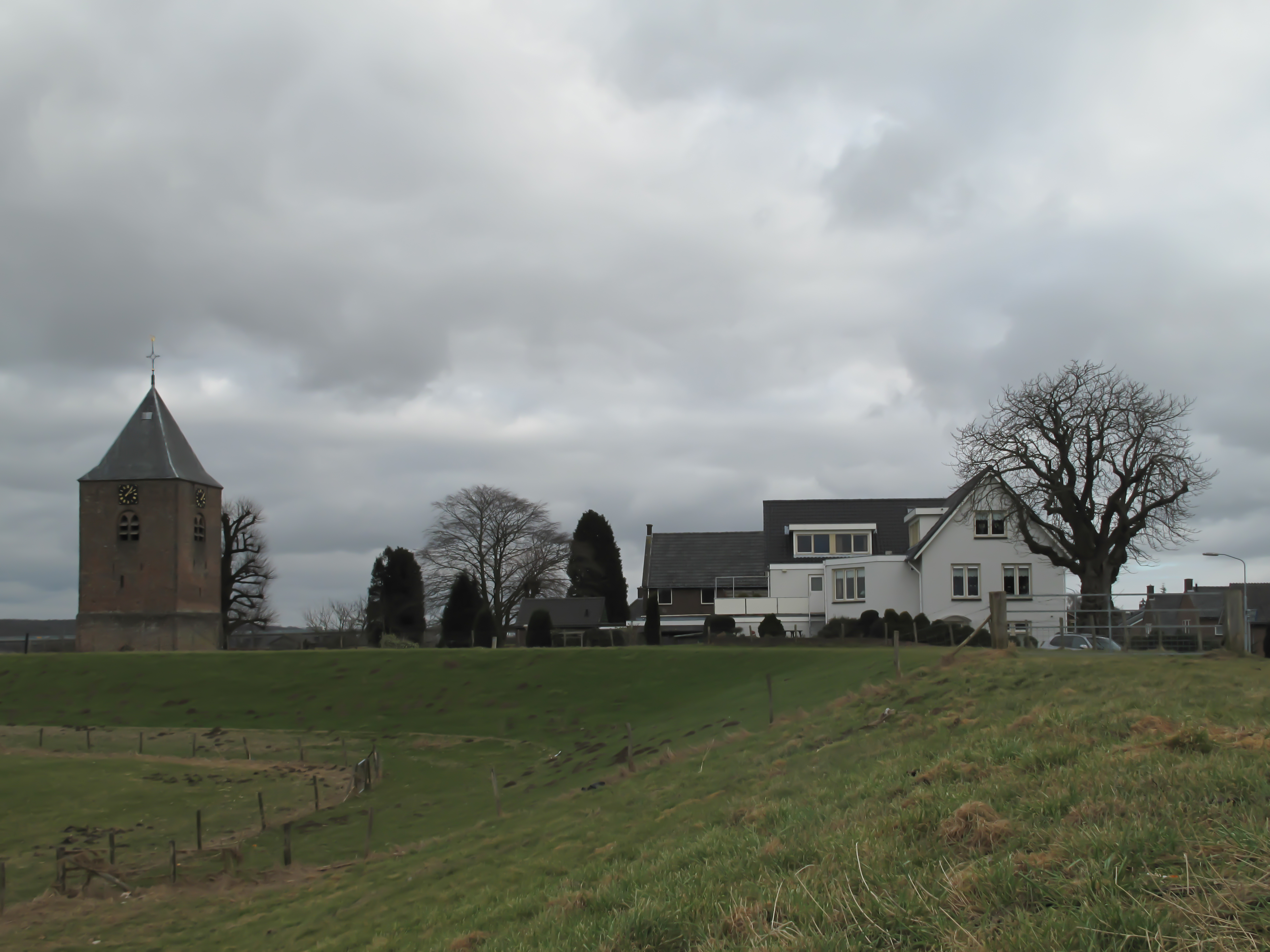
Heteren, la tour dans la rue
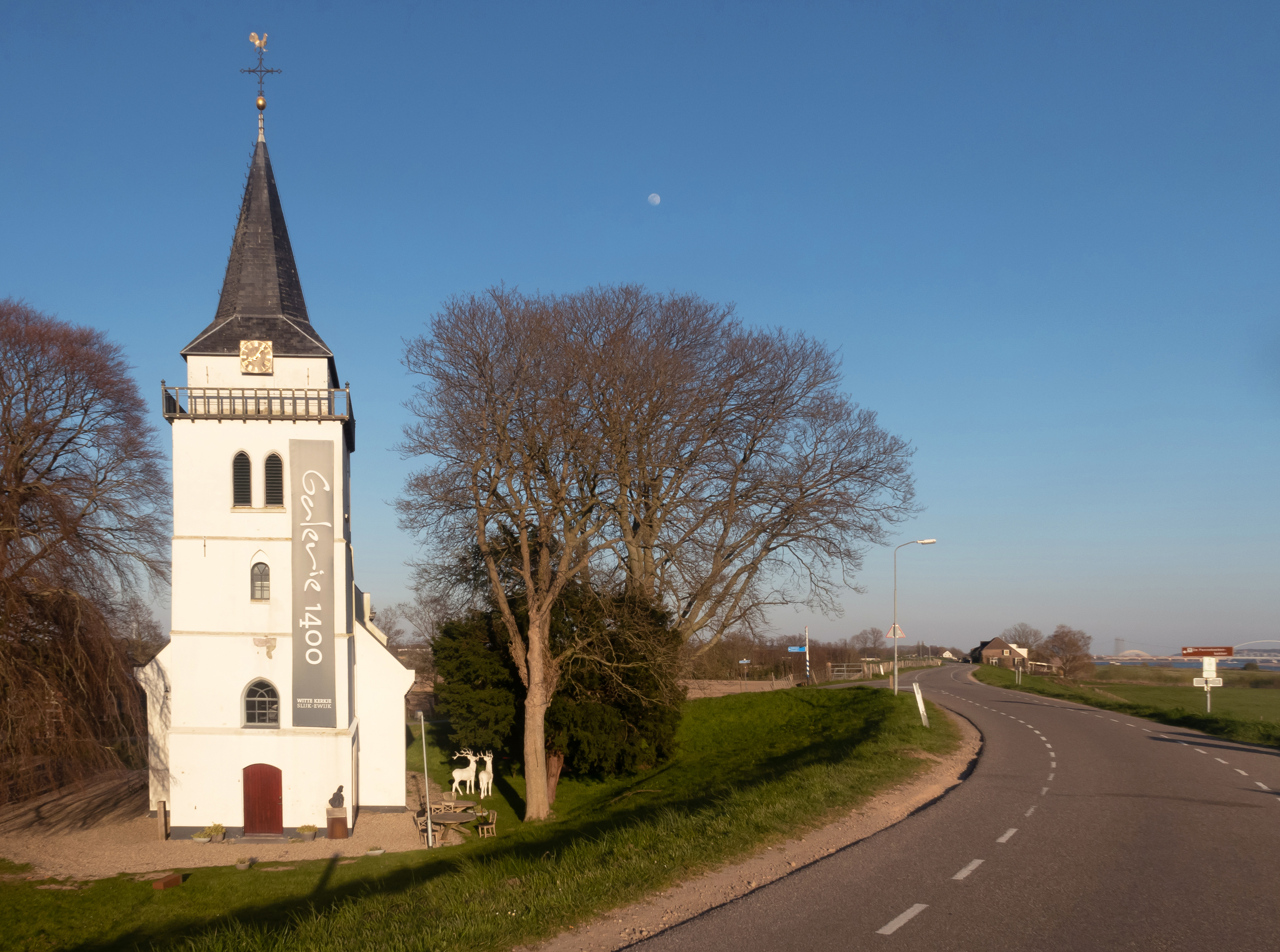
Slijk-Ewijk, l'église protestante dans la rue
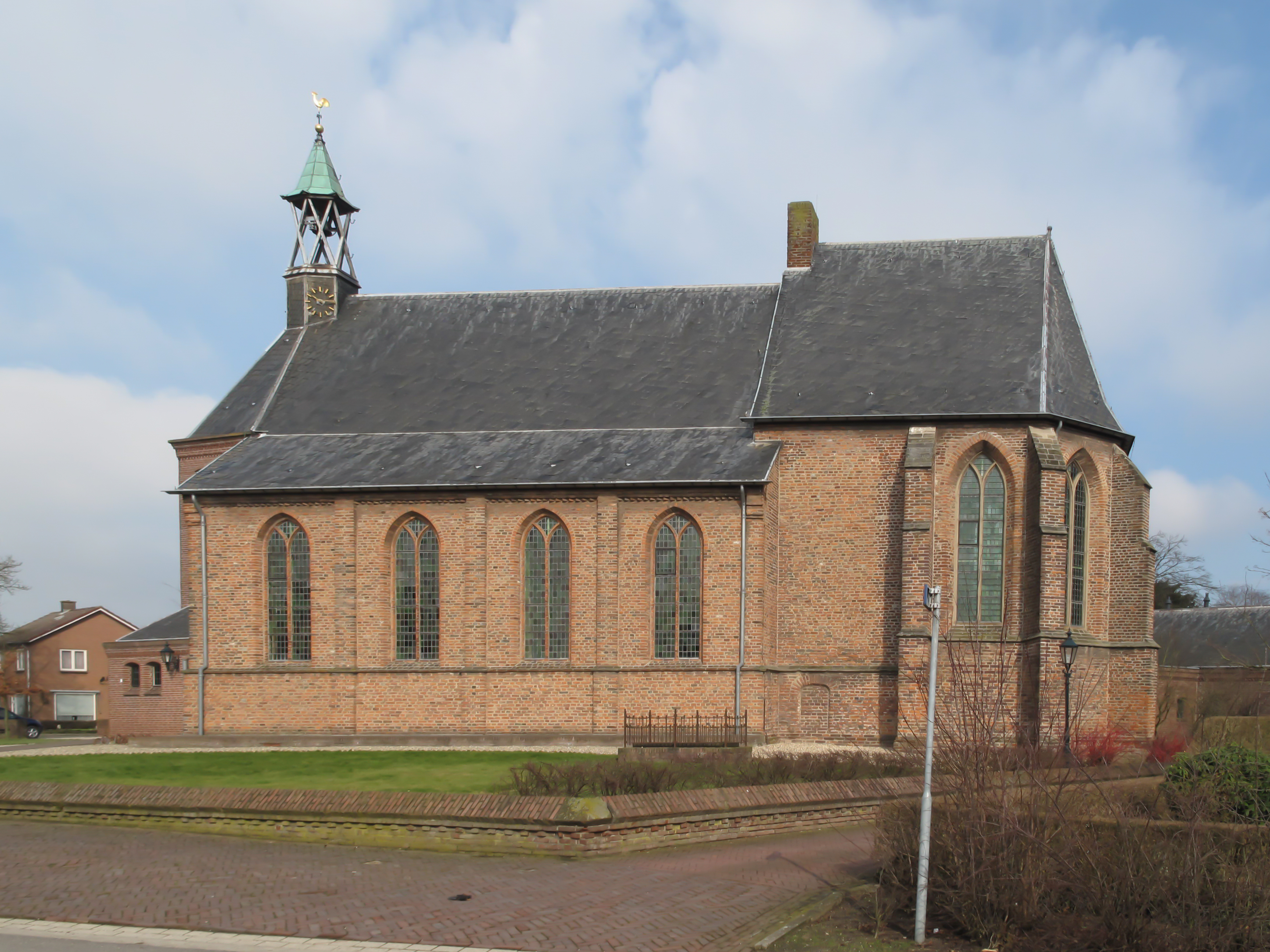
Randwijk, l'église protestante
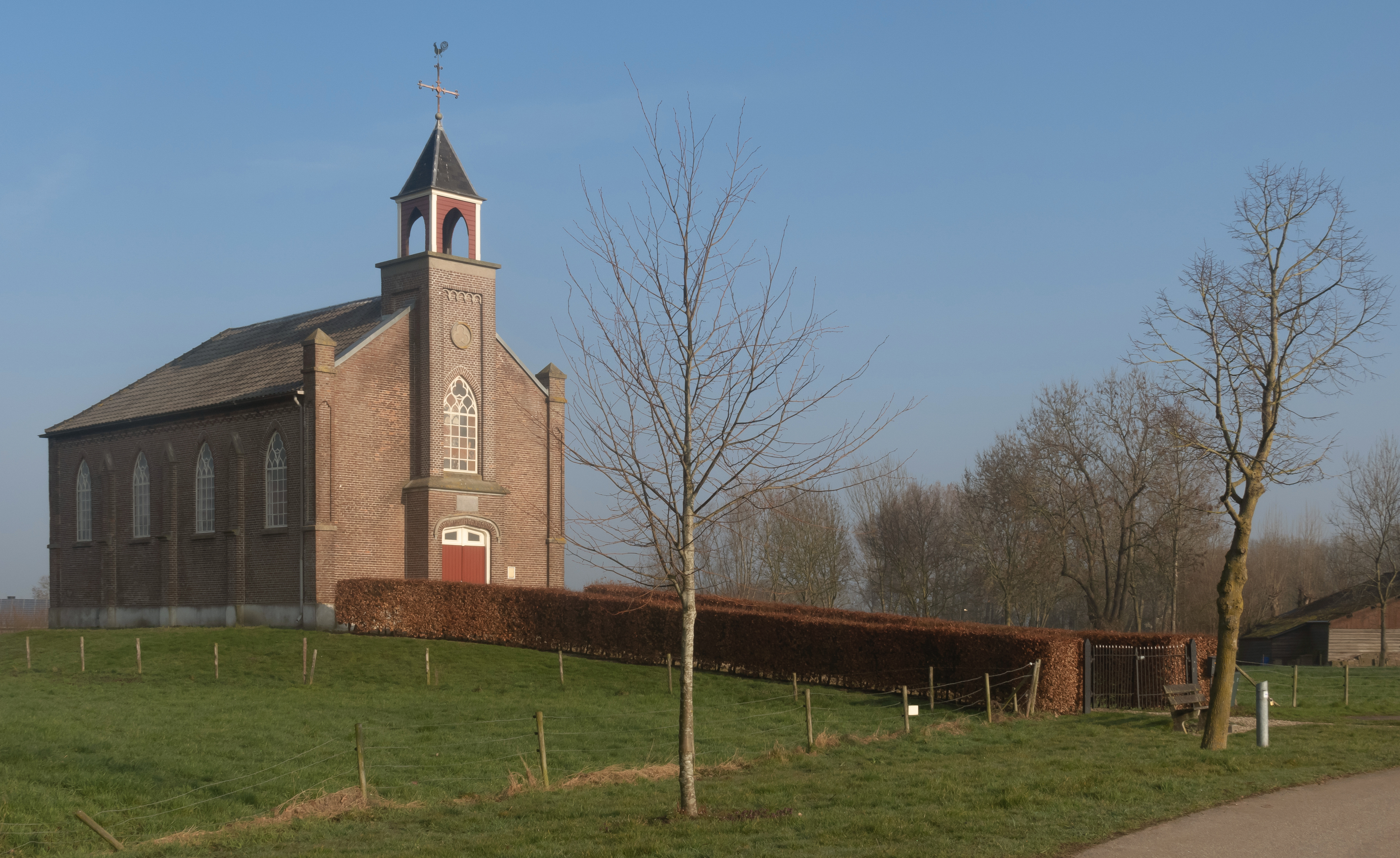
Homoet, l'église protestante
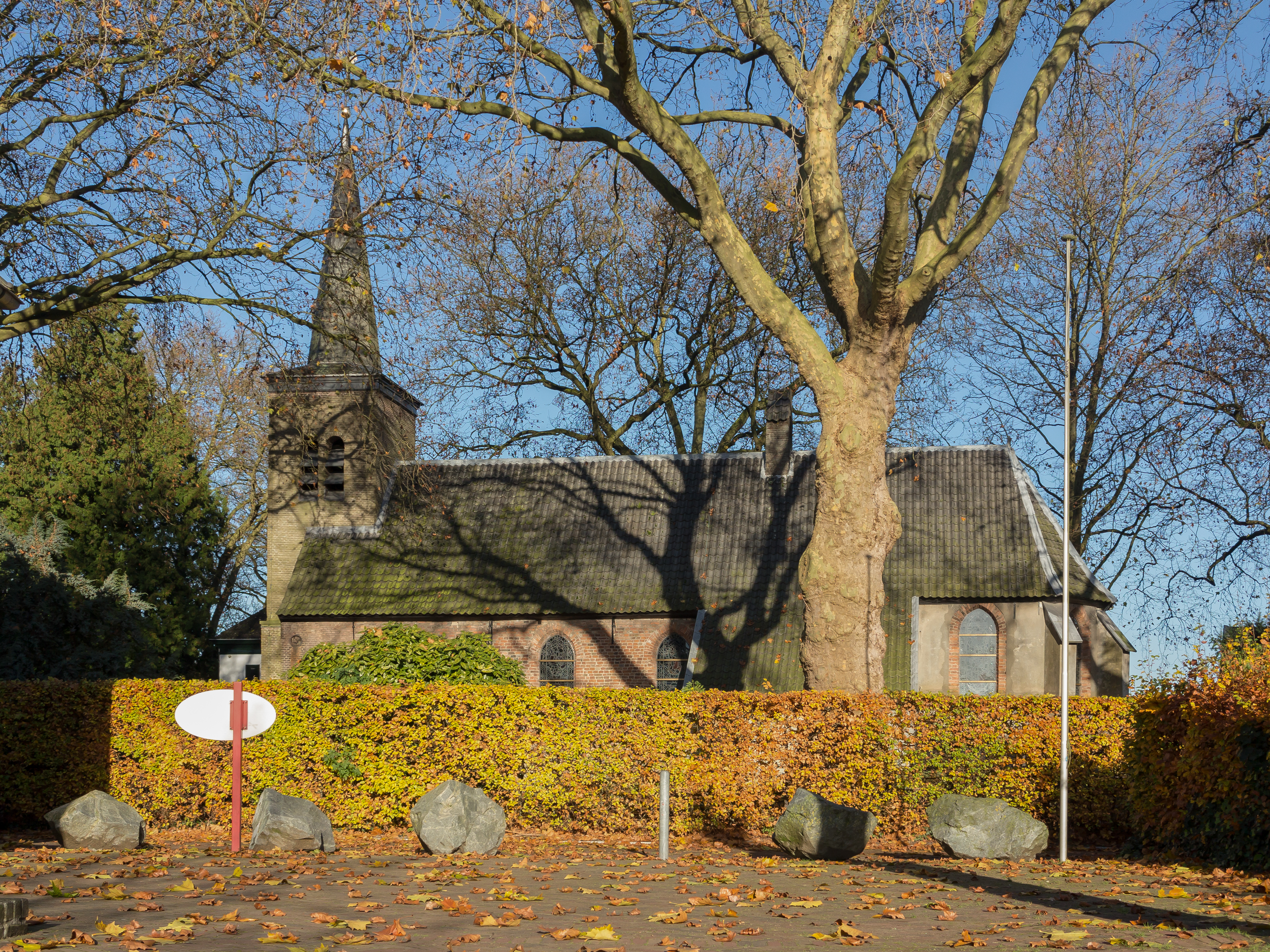
Hemmen, l'église protestante